# لری جو کمبل
لری جو کمبل (انگلیسی: Larry Joe Campbell؛ ‏تلفظ نام‌خانوادگی: ‎/ˈkæmbəl/‎؛ زاده ۲۹ نوامبر ۱۹۷۰) بازیگر و کمدین آمریکایی است.
از فیلم‌های معروف او می‌توان به بازی در فیلم آر.آی.پی.دی. و مجوز موقت اشاره کرد.